# Guido De Guidi
Guido Cesare De Guidi (Genova, 2 novembre 1929 – Terni, 28 agosto 2020) è stato un politico italiano.

## Biografia
Sindacalista e operaio delle Acciaierie di Terni, fu direttore della scuola nazionale per dirigenti della Fim-Cisl di Foce (Terni). 
Dopo aver aderito ai Cristiano Sociali, venne eletto in Senato per due legislature con il centrosinistra (restando in carica dal 1994 al 2001) e ricoprì gli incarichi di vicepresidente del gruppo a Palazzo Madama, partecipando ai lavori della commissione giustizia, difesa e agricoltura. Nel corso del suo incarico elaborò proposte di legge per istituire la carta di credito sociale e modulare i contributi sociali in funzione della riduzione degli orari di lavoro e dello sviluppo occupazionale.
Per anni fu volontario alla Pro Civitate Christiana di Assisi e fondò la prima associazione diabetici della provincia di Terni.
Morì all'età di 90 anni il 28 agosto 2020.